# Свети Марк (Шефилд)
„Свети Марк“ (на английски: Church of Saint Mark) е енорийска църква на Църквата на Англия в предградието на Шефилд Брумхил, Великобритания.

## История
Църквата първоначално е построена през 1868 – 1871 година по стандартен неоготически дизайн от Уилям Хенри Кросланд. Тази сграда] е разрушена от запалителна бомба по време на Шефилдския блиц от 12 декември 1940 година. Само шпилът и верандата са оцелели. Останките от бомбардираната църква са използвани като основа за нова църква, проектирана от Джордж Пейс и построена през 1958 - 1963 година. Тази нова сграда е с модернистичен дизайн, но се доближава до готическия шпил и веранда. Има и два забележителни витража: прозорецът Te Deum от Хари Стамърс и западният прозорец от Джон Пайпър и Патрик Рейнтиенс.
Енорията на предградията Брумхил и Брумхол се е увеличила по площ и численост на населението през годините. През 70-те години на миналия век границите на енорията се разширяват, за да включат университетската област, а съседната църква „Свети Георги“ е затворена. По-късно, през 2000 година, друга съседна църква, „Свети Сила“, Брумхол, също е затворена. Сегашната енория включва голяма географска област, която се простира от Ранмур до градския околовръстен път.
Известна със своята радикална, приобщаваща теология, църквата включва организацията КРС.